# あまゆる。
『あまゆる。』は、マウンテンプクイチによる日本の4コマ漫画である。『まんがタイムきららキャラット』（芳文社）にて2012年12月号から2015年1月号にかけて連載された。単行本はまんがタイムKRコミックスから刊行されている。
とある自然豊かな地方都市で、寮生活を送る高校1年生ハル、アヤ、ユウ、マオの4人の織り成す共同生活を、ゆったりまったりと描く。

## 登場人物
ハル
主人公の1人。首元で黒髪をまとめている。
高校から遠い場所に引っ越したため、入寮することになった。
アヤと特に仲が良い。ことあるごとに抱きついたり腕を絡めたり、寝る際に布団の中に入ってきたりなど、ややスキンシップ過剰な面がある。
私生活は基本的にだらしなく、アヤに朝起こしてもらったり朝食の面倒を見てもらったり、果てはアヤに宿題を教えてもらうなど、アヤに依存した日常を送っている。
アヤ
主人公の1人。金髪にツインテール。
ハルと特に仲が良く、ハルに対してツンデレな態度をとることが多い。
主人公4人の中では、一番の田舎に住んでいる。具体的には、高校から最寄りのバス停までは30分しかかからないが、そこから歩いて2時間かかる山中に自宅がある。そのため、少々田舎っぽいところでも都会だと勘違いしてしまう。
実家が農家のため、農作物にやたら詳しい。幼少より農業の手伝いをしており、田植え機の運転をはじめ農作業をこなせる。農業の将来を憂えている。
家族と話す時などは、素の方言が出る。
雷が苦手。また、貧乳にコンプレックスを持っている。
ユウ
主人公の1人。首元で金髪をまとめ、ヘアピンをしている。
マオと特に仲が良く、ハルがアヤに対してするように、ユウもマオに対して溺愛に似た態度で接することが多い。
マオの大荷物を進んで持ってあげたり、田んぼで転びかけたマオを腕一本で助けるなど、男前な面も持つ。
マオ
主人公の1人。薄紫色のショートヘアに、ユウとお揃いのヘアピンをしている。
言動にやや幼さがあり、小動物的な愛くるしさがあるため、友人たちに可愛がられている。
ユウと特に仲が良く、いつもユウに甘えている。
アヤと同じく雷が苦手で、貧乳にコンプレックスを持っている。

## 単行本
- マウンテンプクイチ 『あまゆる。』芳文社〈まんがタイムKRコミックス〉、全2巻
  1. 2014年1月10日発行、2013年12月26日発売 ISBN 978-4-8322-4387-3
  2. 2014年12月25日発売 ISBN 978-4-8322-4510-5